# Mijkowci
Mijkowci (bułg. Мийковци) – wieś w Bułgarii, w obwodzie Wielkie Tyrnowo, w gminie Elena. W 2024 roku liczyła 40 mieszkańców.